# Î
Das Î (kleingeschrieben î) ist ein Buchstabe des lateinischen Schriftsystems, bestehend aus einem I mit Zirkumflex, der bei dem Kleinbuchstaben den i-Punkt ersetzt.
Im Französischen tritt das Î in Wörtern wie île auf und steht etymologisch gesehen da, wo ein stummes S aus der geschriebenen Sprache verschwand. So wurde bspw. isle zu île. Gesprochen wird das Î genauso wie das I.

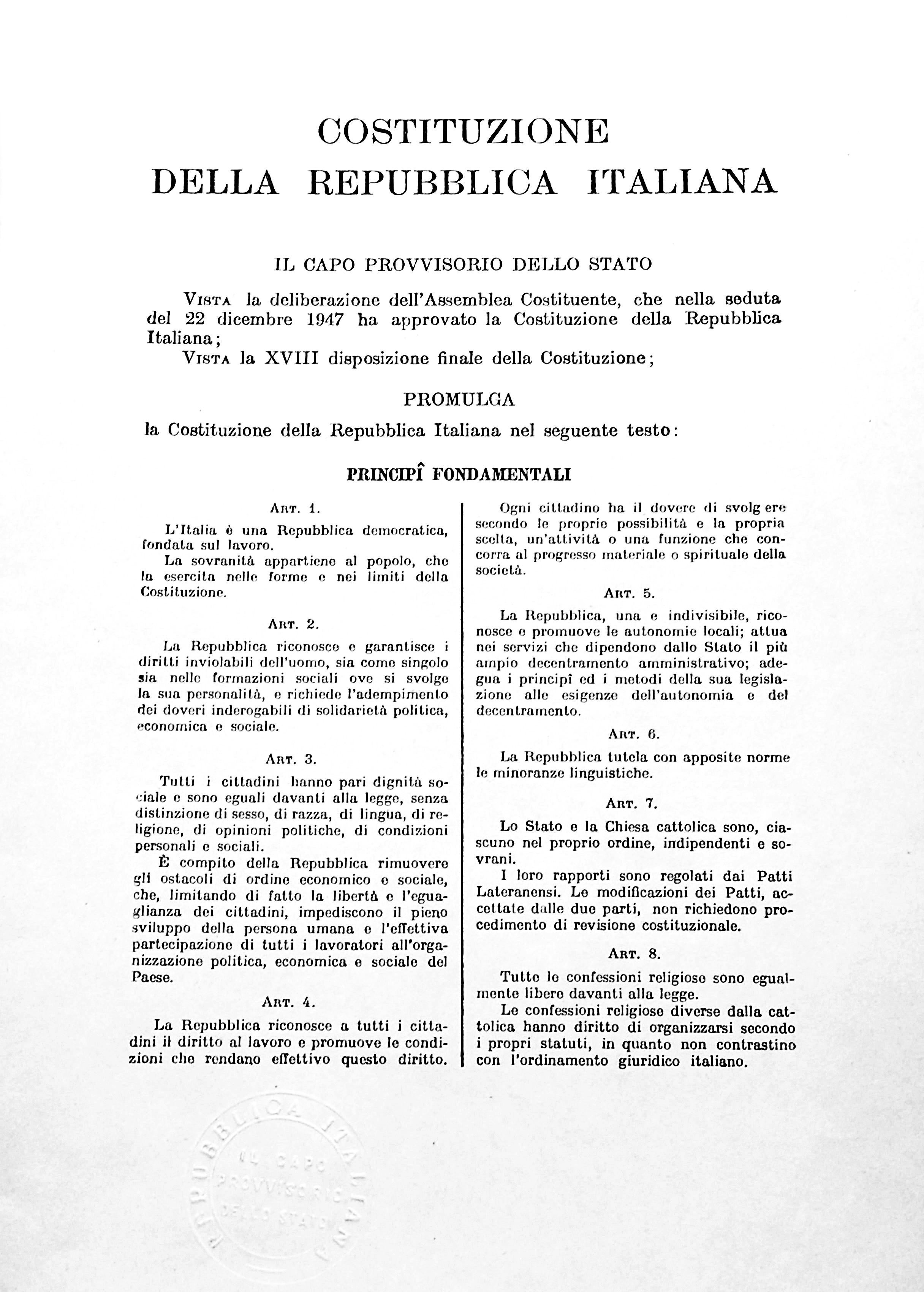
Î in der Originalfassung der Verfassung der Italienischen Republik in der Überschrift Principî Fondamentali.

Im Italienischen findet sich î zuweilen in Texten, um die Verschmelzung zweier i anzuzeigen, die meist durch Pluralbildung eines Wortes zustande kommt, das im Singular auf ein unbetontes i und unbetontes o endet.
Beispiele dafür sind die Wörter esercizî (Plural von esercizio, dt. „Übungen“), principî (Plural von principio, dt. „Prinzipien“) und proprî (Plural von proprio, dt. ≈ „eigene“). Das zweite Beispiel vereindeutigt gegenüber dem ansonsten infrage kommenden principi (dt. u. a. „Prinzen“). Die Betonung liegt bei der Bedeutung Prinzipien auf der ersten, bei der Bedeutung Prinzen auf der zweiten Silbe.
Im Rumänischen steht der Buchstabe Î für den im Deutschen nicht vorkommenden Laut /⁠ɨ⁠/, genau wie das Â. Seit der Rechtschreibreform von 1993 wird am Wortanfang und -ende stets î geschrieben, ansonsten wird außer in Eigennamen und zusammengesetzten Wörtern â verwendet.
Im Kurdischen wird das Î wie ein deutsches I ausgesprochen. Im Gegensatz dazu steht das I in dieser Sprache für den Laut /ə/.

## Darstellung auf dem Computer
Unicode enthält das Î an den Codepunkten U+00CE (Großbuchstabe) und U+00EE (Kleinbuchstabe). Dieselben Stellen belegt es in ISO 8859-1.
In HTML gibt es die benannten Zeichen &Icirc; für das große Î und &icirc; für das kleine î.
In TeX kann man mit \^I bzw. \^i das I mit Zirkumflex bilden.